# ترابری پایدار

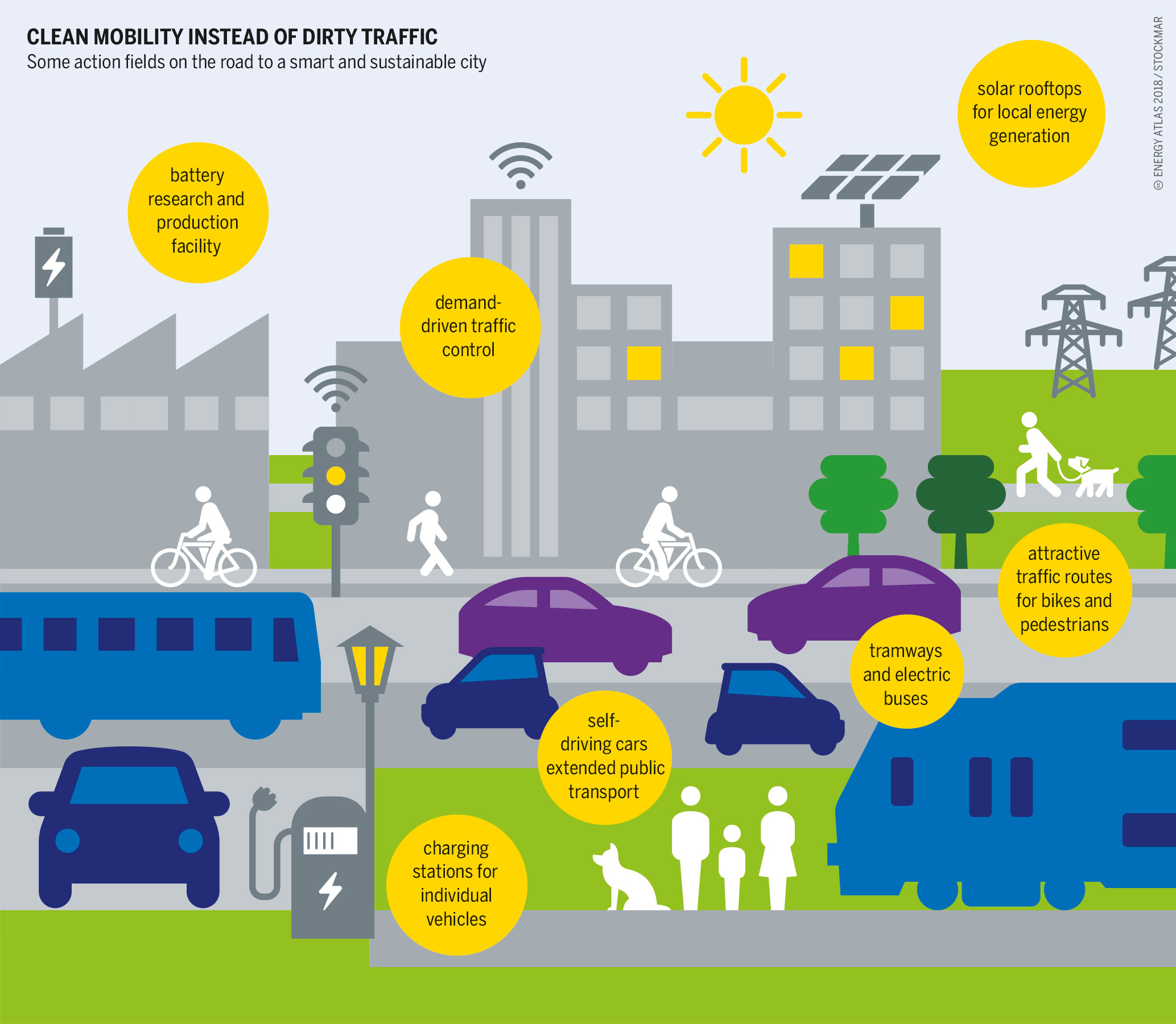
یک سناریوی احتمالی از ترابری پایدار

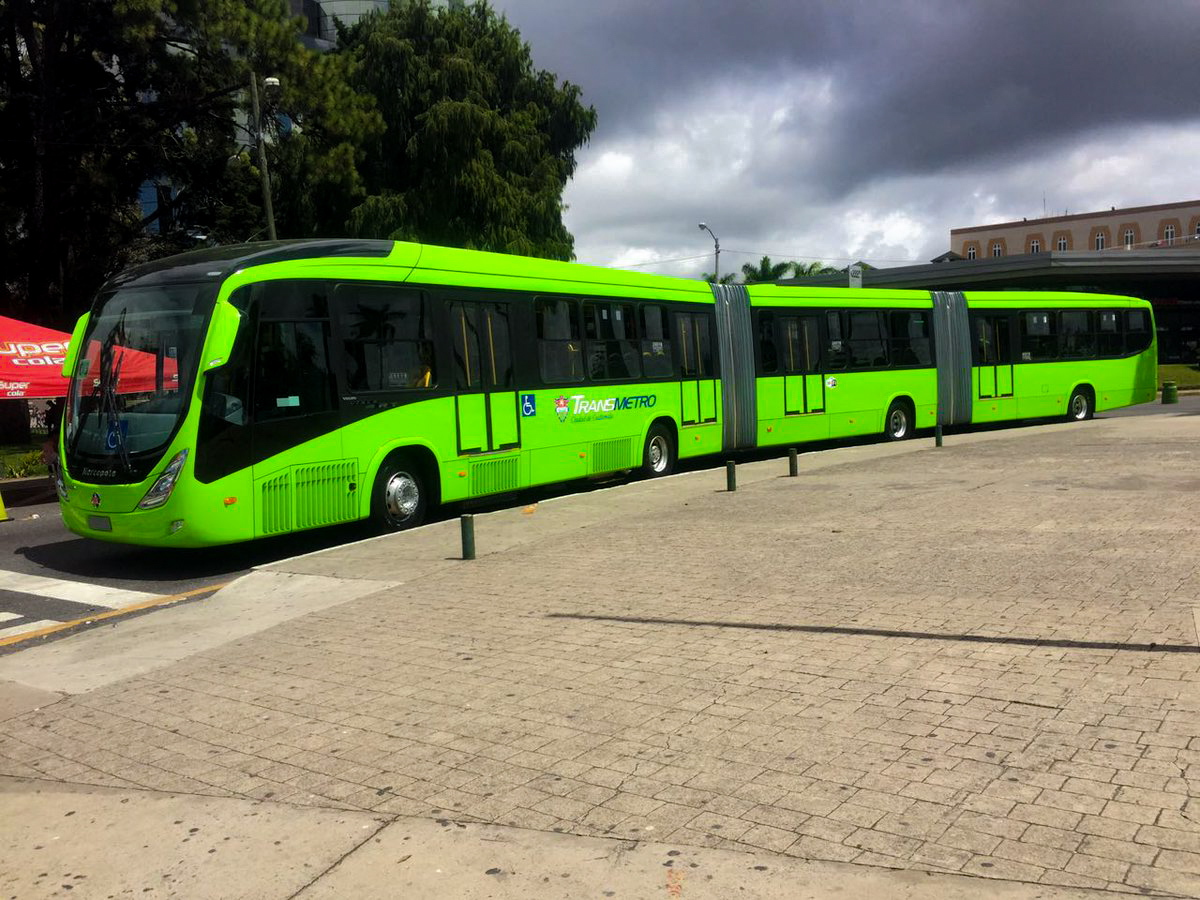
اتوبوس BRT در گواتمالا که در این کشور با نام ترانسمترو شناخته می‌شود.

ترابری پایدار (به انگلیسی: Sustainable transport) به موضوع گسترده ترابری که در زمینه‌های اجتماعی، زیست‌محیطی و تأثیرات آب‌وهوایی، پایدار باشد اشاره دارد. مؤلفه‌های اندازه‌گیری پایداری (Sustainability) شامل وسایل ترابری، منابع انرژی و زیرساخت‌های ترابری می‌شود. لجستیک و توسعه ترانزیت-محور نیز از فاکتورهای ارزیابی پایداری در این مقوله هستند. پایداری ترابری، بیشتر توسط کارایی و راندمان سامانه ترابری و همچنین تأثیرات زیست‌محیطی و آب‌و‌هوایی اندازه‌گیری می‌شود.